# Epsilon Orionis
Coordenadas:  05h 36m 12.8s, −01° 12′ 06.9″
Epsilon Orionis (ε Ori, ε Orionis), também chamado de Alnilam, é a quarta estrela mais brilhante da constelação de Orion. Juntamente com Delta Orionis (Mintaka) e Zeta Orionis (Alnitak), Epsilon Orionis forma o cinturão de Orion, conhecido por diversos nomes de culturas antigas (popularmente como "As Três Marias").
Epsilon Orionis é uma supergigante azul-branca de tipo espectral B0Iab. Está a 1340 anos-luz da Terra.
Epsilon Orionis é cercado pela nuvem molecular NGC 1990, que é iluminada com seu brilho. Os seus ventos estelares podem chegar a 2 000 km/s, fazendo a estrela perder massa cerca de 20 milhões de vezes mais rapidamente do que o Sol. É provável que Epsilon Orionis se torne uma gigante vermelha e exploda como uma supernova no futuro.